# Miguel Arteta
Miguel Arteta (San Juan, 29 agosto 1965) è un regista portoricano, attivo sia per il cinema che per la televisione.

## Filmografia
Cinema
- Star Maps (1997)
- Chuck & Buck (2000)
- The Good Girl (2002)
- Youth in Revolt (2009)
- Chinatown Film Project (2009) - collaborativo
- Benvenuti a Cedar Rapids (Cedar Rapids) (2011)
- Una fantastica e incredibile giornata da dimenticare (Alexander and the Terrible, Horrible, No Good, Very Bad Day) (2014)
- Beatriz at Dinner (2017)
- Duck Butter (2018)
- Amiche in affari (Like a Boss) (2020)
- Yes Day (2021)